# Muntelier
Muntelier is een gemeente en plaats in het Zwitserse kanton Fribourg, en maakt deel uit van het district See/Lac. Muntelier telt 852 inwoners.

## Geboren
- Paul Dinichert (1878-1954), diplomaat en ambtenaar